# جان گریسن
جان گریسن (انگلیسی: John Greyson؛ زادهٔ ۱۳ مارس ۱۹۶۰) یک کارگردان فیلم، تهیه‌کننده، فیلم‌نامه‌نویس اهل کانادا است.
وی همچنین استاد دانشکدهٔ فیلم‌سازی دانشگاه یورک است.
از فیلم‌ها یا مجموعه‌های تلویزیونی که وی در آن‌ها نقش داشته است می‌توان به گل سوسن اشاره نمود.